# Linda Bergling
Linda Kristina Bergling, tidigare Graaf, ogift Fors, född 7 januari 1948 i Överluleå församling i Norrbottens län, är en svensk pastor och författare.
Efter gymnasiet i Luleå läste Linda Bergling ekonomi och sociologi i Umeå. Vid Uppsala universitet avlade hon senare filosofie kandidat-examen i kriminologi. Hon studerade också i Paris. Influerad av Jesusväckelsen hade hon 1972 en frälsningsupplevelse varpå hon utbildade sig till diakon. Under många år arbetade hon inom Svenska kyrkan och var med i uppstarten av Oasrörelsen.
I början av 1980-talet började hon predika och har sedan 1983 rest runt i Norden med sin förkunnelse.
Tillsammans med maken Gunnar Bergling startade hon församlingen Arken i Kungsängen. Hon är en av församlingens pastorer där och har grundat Arkens bibelskola ”Jesus Helar och Upprättar” och dess helandecenter. Vidare tog hon initiativet till församlingens missionsarbete som numera innefattar ett tiotal länder.
Linda Bergling har gett ut böcker om helande och upprättelse, men också barnböcker.
Åren 1973–1984 var hon gift med Kenneth Graaf (född 1949) och sedan 1985 med kollegan Gunnar Bergling (född 1944). Hon har två barn: artisterna Magdalena Graaf (född 1975) och Hannah Graaf (född 1978).